# Altschwendt
Altschwendt é um município da Áustria localizado no distrito de Schärding, no estado de Alta Áustria.